# José Manuel Silva
José Manuel Silva fue un ganadero, comerciante y político argentino.

## Vida
Dedicado desde joven a los negocios, logró formar una de las primeras fortunas de la provincia, con sus fincas en la ciudad capital y sus establecimientos ganaderos en Tafí del Valle, El Manantial y La Cruz (Burruyacú). 
La revolución del 25 de mayo de 1810 lo encontró en Buenos Aires realizando diligencias comerciales, y prestó su adhesión a la causa patriótica. Actuó en la política; fue miembro de la Sala de Representantes, y asumió como gobernador y capitán general de Tucumán el 27 de abril de 1828, ante la renuncia de Nicolás Laguna. Al hacerse cargo, decretó una amnistía general para todos los desterrados políticos, siendo sus primeros actos de gobierno la creación de la "Suprema Cámara de Justicia" y el Departamento General de Policía[cita requerida]. Pocos meses después estableció una leva masiva que generó motines en el interior provincial, endureciendo su política contra los antiguos federales a los que expropió sus tierras y remato sus bienes. En febrero de 1829 fue derrocado por un motín militar que respondía a órdenes del general Manuel Lacoa, que luego ocupó el lugar de Silva.
Durante la época de Juan Manuel de Rosas, fue uno de los jefes del Partido Unitario y, al constituirse la Coalición del Norte prestó su apoyo moral y económico, ya que por su avanzada edad no podía participar en persona.
En su estancia de Tafí del Valle, adquirida mediante remate realizado por la Junta de Temporalidades. (Estos importantes predios fueron originalmente propiedad de los Jesuitas y luego de Don Diego Ruiz de Huidobro). Los salones de su casa de la calle Congreso primera cuadra (que fue la primera casa de altos que se edificó en Tucumán) subsiste hasta hoy, cobijando en parte al Museo Histórico Provincial.
José Manuel Silva estaba casado con Tomasa Zavaleta. Falleció en Tucumán el 22 de septiembre de 1848. Está sepultado en el Cementerio del Oeste de dicha ciudad, a la cual contribuyó en su creación, ya que donó los terrenos donde se asentó.